# Michael O'Brien
Michael D. O'Brien (* 1948) je kanadský římskokatolický spisovatel a malíř, který proslul především sérií románů ze současnosti o karmelitánském knězi, otci Eliášovi a jeho zápase se ztělesněním antikrista. Jeho apokalypticky laděné duchovní thrillery byly přeloženy do chorvatštiny, francouzštiny, němčiny, italštiny, polštiny, španělštiny, švédštiny, litevštiny a do češtiny.

## Díla v češtině
- Otec Eliáš: Apokalypsa, (1996) – otec Eliáš Schäfer, Žid, který přežil holokaust, a nyní katolický kněz, je povolán do Vatikánu, aby se ujal mise, během níž má přimět prezidenta, falešného mesiáše, k pokání. Protivník skrývá svou pravou tvář pod maskou mírotvůrce a globálního sjednotitele. Kdokoliv se plánům tohoto sympatického muže postaví, riskuje život. Byl to první jeho román, který vyšel v češtině, byl vydán v nakladatelství Triality pod zkráceným názvem Apokalypsa v roce 1998, podruhé pak v roce 2017 v nakladatelství Hesperion.
- Eliáš v Jeruzalémě (2015)– druhý díl, v němž drama vrcholí, se odehrává během pouhého jednoho týdne na omezené ploše palestinských autonomních území a státu Izrael. Karmelitán, stíhaný pro vraždu, kterou nespáchal, nyní přichází v utajení do Jeruzaléma, aby se zde znovu postavil prezidentovi, pokusil se ho přivést k obrácení a varoval před ním lidstvo. Román vyšel v češtine roku 2017 v nakladatelství Hesperion.

## Seznam publikovaných románů
- Father Elijah: An Apocalypse (Ignatius Press, 1996; česky Apokalypsa, Triality 1998; Otec Eliáš: Apokalypsa, Hesperion 2017).
- The Small Angel (White Horse Press, 1996)
- Strangers and Sojourners (Ignatius Press, 1997, součást cyklu Děti posledních dnů)
- Eclipse of the Sun (Ignatius Press, 1998, součást cyklu Děti posledních dnů)
- Plague Journal (Ignatius Press, 1999, součást cyklu Děti posledních dnů)
- A Cry of Stone (Ignatius Press, 2003)
- Sophia House (Ignatius Press, 2005) – příběh z dětství Davida Schäfera – otce Eliáše za druhé světové války ve Varšavě.
- Island of the World (Ignatius Press, 2007)
- Theophilos (Ignatius Press, 2010)
- Winter Tales (Ignatius Press, 2011)
- A Father's Tale (Ignatius Press, 2011
- Voyage to Alpha Centauri (Ignatius Press, 2013)
- Elijah in Jerusalem (Ignatius Press, 2015; česky Eliáš v Jeruzalémě, Hesperion 2017)
- The Fool of New York City (Ignatius Press, 2016)